# Густафсон, Эллен
Эллен Густафсон (англ. Ellen Gustafson; род. США) — американский бизнесмен, социальный предприниматель и активистка продовольственной системы. Наиболее известна как одна из соучредителей «FEED Projects» совместно с Лорен Буш, а также как основатель некоммерческой организации «30 Project». Кроме того, она была представителем США во в Всемирной продовольственной программы ООН и основала  некоммерческую организацию «Food Tank» совместно с Даниэль Ньеренберг, которая занимается решением проблем с голодом, ожирением и бедностью.

## Биография
Густафсон окончила Колумбийский университет, получив степень бакалавра в области международной политики. Вскоре она начала работать в совете по международным отношениям, а затем в качестве корреспондента ABC News, специализирующимся на терроризме. 
В 2007 году Густафсон стала соучредителем благотворительной компании «FEED Projects» наряду с Лорен Буш, племянницей бывшего президента США Джорджа Буша. «FEED Projects» изготавливает сумки, вся прибыль от продаж которых идёт в фонд Всемирной продовольственной программы ООН. Сумки FEED изготовлены из 100%-но органических, этически приемлемых материалов. Проект направлен, что обеспечить обедами 1 школьника в течение года. Участие в этом проекте принесло ей множество наград, в том числе она была названа одной из наиболее влиятельных женщин-предпринимателей по версии журнала «Fortune» в 2009 году. Она также бывший исполнительный директор  «FEED Foundation», которая направлена на борьбу с голодом во всем мире и обеспечивающая школьным питанием 60 миллионов детей по всему миру.
Густафсон основатель и исполнительный директор «30 Project». Эта некоммерческая организация занимается изменением производства и потребления пищи в ближайшие 30 лет, а также решением проблемы глобального продовольственного неравенства, лежащего в основе обеих эпидемий: и ожирения и голода. Кроме того «30 Project» также привлекает разных компании в пищевую промышленность в попытке полностью изменить эти проблемы. В «30 Project» Густафсон работает совместно с Даниэль Ньеренберг.